# Krzynowłoga Mała
Krzynowłoga Mała [kʂɨnɔˈvwɔɡa ˈmawa] - vila antes, agora uma aldeia no Condado de Przasnysz, na Voivodia da Mazóvia, na região centro-leste da Polônia. É a sede da comuna (distrito administrativo) chamada Krzynowłoga Mała. Fica a aproximadamente 18 quilômetros (11 mi) ao norte de Przasnysz e 107 quilômetros (66 mi) ao norte de Varsóvia.
A aldeia tem uma população de aproximadamente 520 habitantes.
Há muito tempo, era uma vila, mas perdeu seus direitos.
Durante a ocupação nazista, fazia parte da área de treinamento militar de Nova Berlim